# هالبرشتات سی.وی
هالبرشتات سی. وی (به انگلیسی: Halberstadt_C.V) یک هواگرد ملخ‌پیشین تک‌موتوره از نوع شناسایی ساخت شرکت Halberstädter Flugzeugwerke است. هواگرد هالبرشتات سی. وی نخستین پروازش را در مارس ۱۹۱۸ میلادی انجام داد. این هواگرد در سال ۱۹۱۸ میلادی رسماً معرفی گردید.